# Oceana Mackenzie
Pour les articles homonymes, voir Mackenzie.
Oceana Mackenzie, née le 11 juillet 2002 à Heidelberg en Allemagne, est une grimpeuse australienne.

## Biographie
Elle remporte la médaille d'or en combiné aux Championnats d'Océanie d'escalade 2020 à Sydney, se qualifiant ainsi pour les Jeux olympiques de Tokyo.

## Palmarès

### Championnats d'Océanie
- 2020 à Sydney,  Australie
  -  Médaille d'or en combiné